# 超级大国
超級大國（英语：Superpower），又稱特級大國、世界霸主、全球霸主，普遍認為其國力在國際社會體系中處於第一級水準的國家。超級大國在國際事件有舉足輕重的影響力，能夠向全世界投射军事力量，並且在經貿、文化、科研、體育等領域領先其他國家。「超級大國」概念起源于20世纪初，並普及於冷战時代。
最早指英国、蘇聯、美国三个大国，二戰後大英帝国随着殖民地紛紛獨立使其瓦解而衰弱，此後超級大國即指美国與苏联两大国，亦是冷战時期代表資本主義、社會主義兩大陣營。1991年苏联解体后，美国成为目前唯一的超级大国。

1985年冷戰末期，美蘇兩大超級大國的領導人：美國總統罗纳德·里根和蘇聯共產黨總書記戈巴契夫。

## 演變

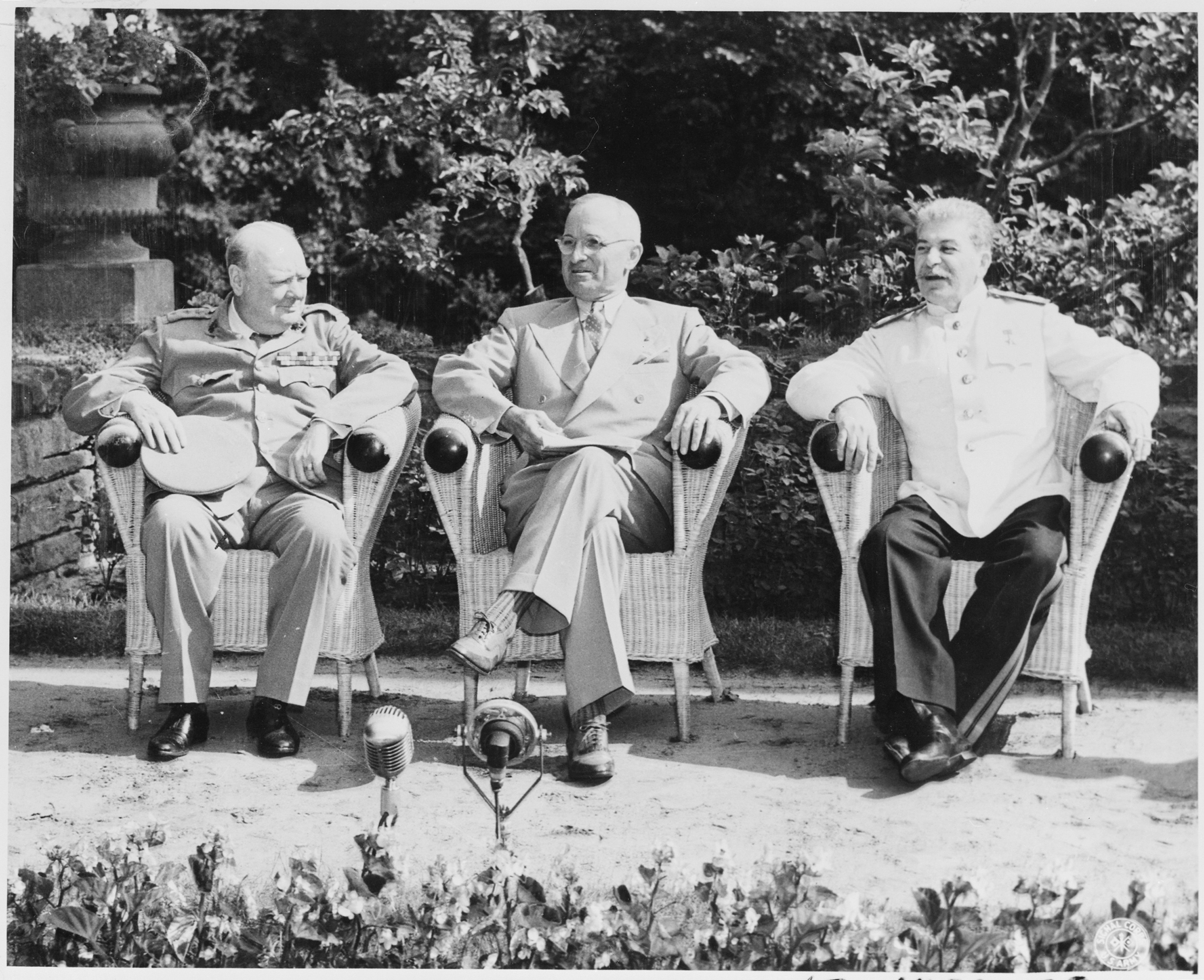
1945年時的三個超級大國領導人合影：英國的邱吉爾、美國的杜魯門、蘇聯的斯大林

### 1945年時的三個超級大國

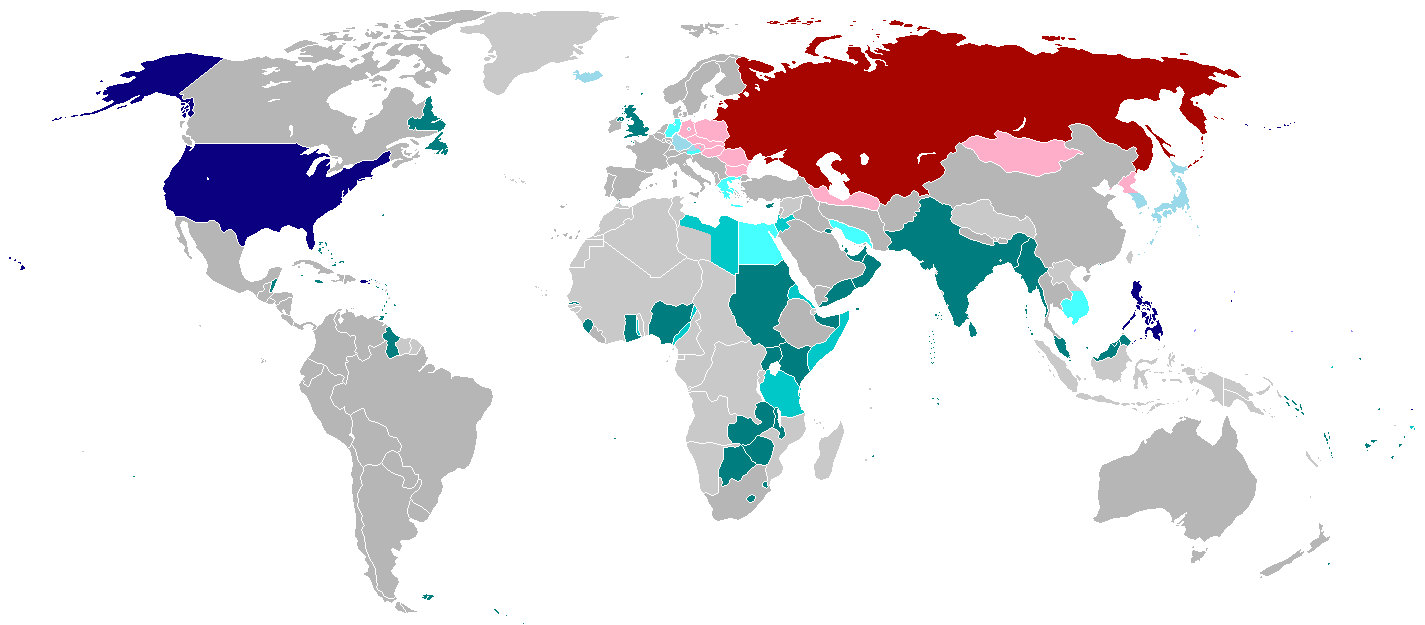
1945年时的三个超级大国：苏联（红色）、美国（蓝色）、英国（蓝绿色）

如同福克斯所預見的一樣，二戰結束后的世界格局變成了一個三極化的形勢：雖然由戰勝國主導建立的聯合國強調正式廢除列強制度、各國平等，但又在安理會設立了等同于大國或列強地位的常任理事國。而同時，1945年的世界形勢很明顯形成三個遠比其他國家強大的三個超级大国：
- 英國：世界歷史上統治勢力最廣、轄區人口最多的帝國演變而來，並能在全球投射其軍事力量，還可以通過英聯邦影響加拿大、澳大利亚等其他大國，具有部分影響力，和美國分享全球的制海權。
- 美國：世界版圖第四大國[2]、世界經濟第一大國，並能在全球相當大部分地區投射其軍事力量，在全球對其盟友都具有相當影響力，和英國分享全球的制海權。
- 蘇聯：世界版圖第一大國，軍事投射力橫跨歐亞大陸，在東歐、西亞和東亞具有相當影響力。

### 英國在二戰後失去超級大國地位

曾经被大英帝国统治过的地区（時間交錯）

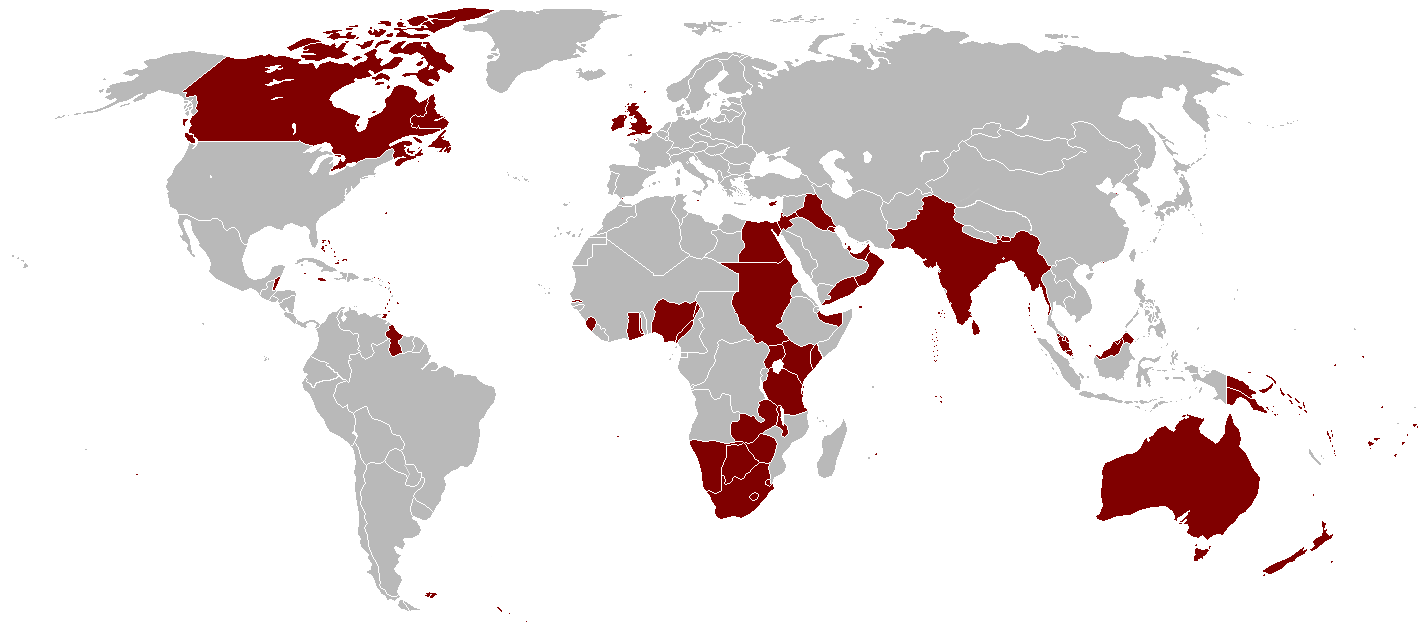
1921年大英帝国和英联邦下的自治领

1952年的大英帝国（红色及深红色）与英联邦王国（粉红色）

但是這個三個超級大國的形勢並未保持很久：大英帝國在戰前就已開始轉型，加拿大等重要領土在1931年大英帝國給予自治地位後，開始偏向美國。二戰初期，英帝國部隊在亞洲戰場的失利，以及二戰對英國經濟的重創，使得英國在全球（特別是亞太地區）的影響力大不如前，例如一直不願接受主權獨立的澳大利亞已在1942年接受獨立自治領地位。對英國影響力的打擊加速了從戰前就開始的大英帝國的肢解過程。
不久后，隨著1947年印度和其他大英帝國殖民地的獨立，再加上英國本土經濟政策失敗，雖然英國力求利用英聯邦保持其全球貿易及經濟中心的地位，但由於世界貿易重心的轉移，此政策失敗，英國從50年代開始逐漸失去了經濟超級大國地位，最終不得不加入歐洲貿易共同體，雖然仍是世界金融中心之一，但失去主導世界經濟的話語權。軍事上，英國在二戰結束時被美國取代失去了世界第一大海軍的地位，雖然在1952年成功研製出核武器並在之後繼續在軍事科技上處於世界領先水平，但喪失了廣闊帝國的英國已沒有作爲超級大國所需的戰略縱深和軍事資源。在1956年的蘇伊士運河事件中，英國雖然拉上法国、以色列来一起配合行动，但由於受到苏联和美国的同時反對以及美國對英鎊匯率採取的阻擊，英國最終只能以恥辱的撤退結束軍事行動。受到兩次大戰及全球貿易格局發展影響的英國財政虛弱，英國政府視維持英鎊作爲儲備貨幣的自由兌換力為中心政策目標，在維持此政策的前提下英國只能對美國及蘇聯妥協。這一衝突表明英國已沒有能力與蘇聯和美國在均等地位上謀求獨立的外交政策目標。運河事件后，英國決定將其全球軍事部署退防至蘇伊士運河以西，放棄在全球其他地區單方面出兵干涉的能力。這一政策變化至少在軍事上為英國的超級大國地位划上了句號。
1966年，聯合國區域集團進行了重新劃分，英國主導的“英聯邦”國家組解散，英國及英聯邦中的大國（加拿大、澳大利亞、新西蘭）加入“西歐及其他”組，其他英聯邦國家則加入了相應的地區組。這一改變也象徵性的表示了英國在國際外交上的超級大國地位已經結束。雖然英國至今在世界範圍內仍具有相當的影響力，在政治、外交、軍事及經濟上均有超出其人口、國土、經濟比重的影響力，但一般對於各國國力的排名中都把英國列爲“大國”之一，而不是超級大國。

1980年、冷戰期間的世界形勢圖，世界基本分爲兩個全球性陣營：
北約成員國
美國及北約的其他盟友
×反共遊擊武裝
華沙條約國
與華沙條約國結盟的社會主義國家
蘇聯的其他盟友
×共產黨遊擊武裝
既非苏联盟国亦非华沙条约国的社会主义国家
中立國家
×其他衝突

### 1960至80年代：兩個超級大國

苏联

美国

與此同時，由于二战中，绝大部分的战斗都没有在美国本土上进行，因此，十分幸运地，美国的工业没有遭受到像深深烙在欧洲和亚洲国家身上的那样毁灭性的打击，它也没有巨大的人员伤亡。而且在战争期间，美国建立起了一个强大的工业和技术体系，这为它的军事力量迅速登上全球舞台上最显眼的位置奠定了基础。第二次世界大戰結束時，美國成功將其經濟優勢變成軍事優勢，美國海軍一躍成爲世界最大海軍。美國在戰爭末期率先研製成功核武器。1945年後美國更利用經濟優勢成功説服各大國將聯合國主要總部設在美國。
同時，二戰迫使斯大林放棄了戰前的孤立主義和内部鬥爭政策，同時也暫時鞏固了斯大林派的權威，因此蘇聯在戰後經歷了短期的經濟發展時期，並在歐洲東部和其他地區培植親蘇聯的政權。蘇聯通過掠奪德國技術，在戰後不久也成功獲得核武器。
战后，几乎所有的欧洲国家都与美国或苏联之中的一者结盟。尽管国际上存在着建立起一套多国的联合司法体制（如联合国）的尝试，但是事态越来越明晰：美国和苏联就是在初露头角的冷战中占全球统治地位的两个政治和经济力量。不过人们对战后的世界应该是如何却有很大的分歧。这在北大西洋公约和华沙条约的签订所形成的两大军事联盟上有所体现。这种种现象都表明美苏将在即将出现的两极世界，而不是战前的多极世界里面扮演重要的角色。不知道是否对这种世界格局的反应，除了英、美、蘇以外的法国和中国，以及其他一些國家，都纷纷做起包括研制核武器在内的各种努力，来保证自己独立的“强权”地位，以及能够在国际舞台上扮演一个“世界性的角色”。
多数人认为，冷战时期，全世界都在围着美苏两个国家，或者说，资本主义阵营和共產主义阵营两大集团而转动。这甚至成为一条“公理”。不过在冷战过后的日子裏，这个“公理”被一些学者提出挑战。他们认为，真正意义上的两极世界的存在只能建立于忽略掉所有在这一时间爆发的各种各样的不受任一所谓的超级大国影响的运动和冲突（此句可简化为：他们认为，真正意义上的两极世界的存在只能建立于忽略掉所有不受超级大国影响的运动和冲突）。加之，超级大国之间的冲突，很多情况下都是间接发生的。这些冲突，往往都是远比单纯的冷战对手之间的问题来的棘手。

### 1990年代至今
自1990年代的苏联解体后，“超级强国”（foremost power）（又譯超級強權）这一术语被用来形容美国所处的冷战后仅存的超级大国的地位。这个词汇，是由時任法国外交部长的于贝尔·韦德里纳提出的。“超级强国”这美国进行界定的词汇的正确性目前尚存在争议。其中一個著名的反對者是塞繆爾·菲利普斯·亨廷頓，他因为赞同世界向多极化的力量均衡而排斥这种理论。
在实践上，也將超级大国这个概念延伸回溯到更早之前的历史。例如，一些人认为埃及帝国、阿卡德帝國、商朝、新亚述帝国、阿契美尼德帝国、馬其頓帝國、孔雀王朝、秦朝、漢朝、羅馬帝國、萨珊王朝、隋朝、唐朝、阿拉伯帝国、蒙古帝国、元朝、奥斯曼帝国、明朝、帖木兒帝國、葡萄牙帝國、西班牙帝國、莫臥兒帝國、法蘭西第一殖民帝國、清朝、大英帝国、法兰西第一帝国、德意志帝國等國也是超級大國。

## 标准

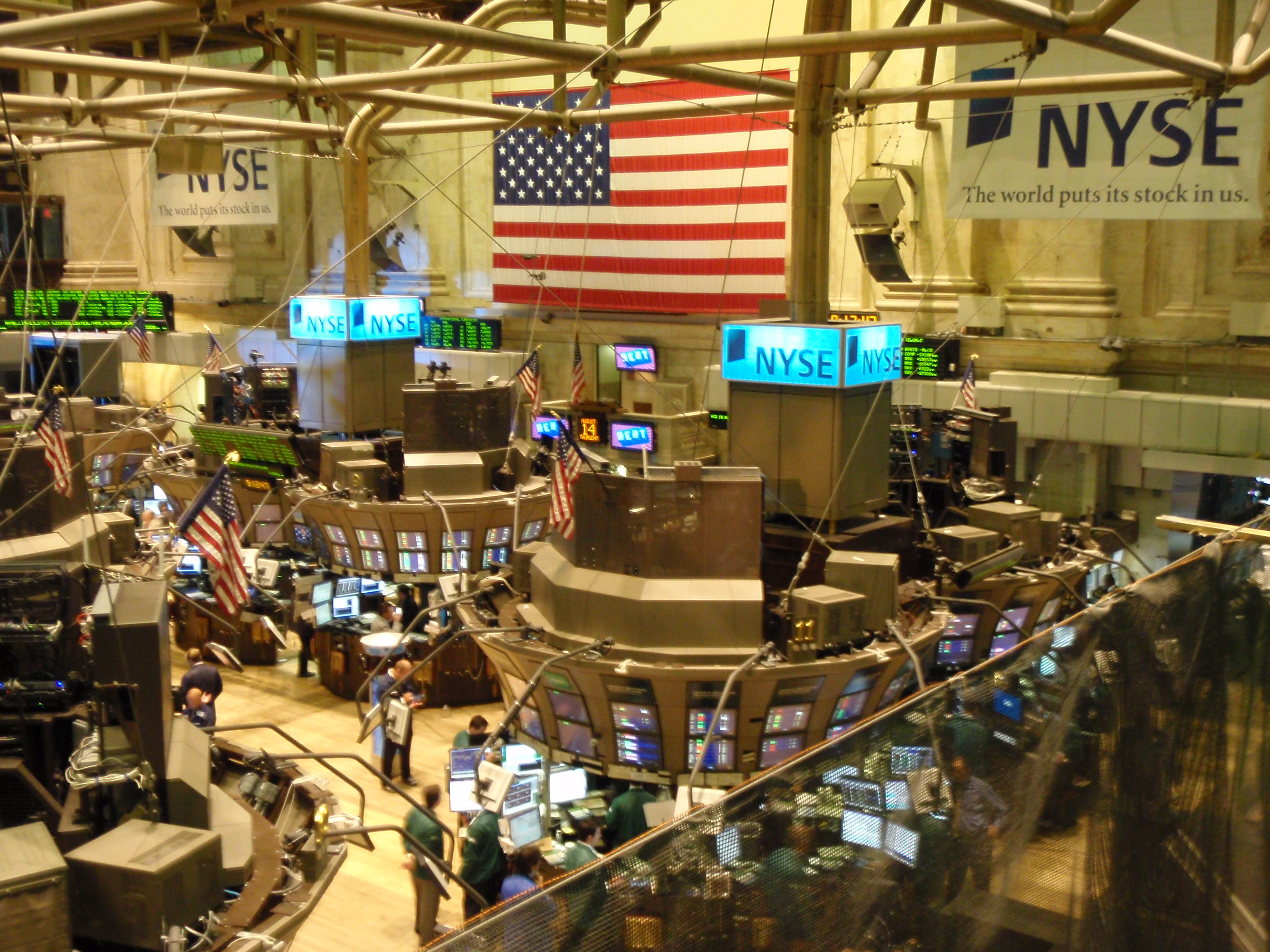
美國的紐約證券交易所交易廳。經濟實力（包括巨大的国内生产总值和世界储备货币）是投射“硬實力”的重要因素。

关于超级大国的标准，没有一个清晰确切的定义，不同的资料来源会有不同的说法。因此下列的这些评判标准可能并不能认为是与成为超级大国有联系的所有因素：

### 文化因素
它必须有很强的文化融合性，适合各个文明的生存与发展。美國在過去曾被認為是文化熔爐（melting pot），但近期對於文化多樣性的研究更傾向於將其描述成沙拉盤（salad bowl），其中各種「原料」皆維持原樣，因沙拉醬的不同而改變些許味道。

### 地理因素
这个国家要控制有广阔的陆地或海域。广袤的土地令一个国家可以通过采矿和种植粮食等，实现自给自足。一个具有辽阔战略纵深的国家，军队能够在地面核战或传统意义上的陆地战争中从容的撤退、重组从而反击，同时辽阔的疆域可以让一个国家方便的部署长程雷达、导弹发射井。一个国家国土小而缺乏战略纵深，即使再富有，在军事层面上也是非常脆弱的。

### 经济金融因素
出众的经济实力是超级大国的必备实力，首先这个国家要享有原料优势。此外，国内市场的大小和生产力也是一个指标。在世界贸易和全球金融市场中处于领先地位，也是必不可少的。同时，该国还应该具有改革的活力，以及具有积累资本的能力。

### 人口因素
超級大國應該有大量已受教育的公民、高度發展的基礎設施、高度的文化和經濟能力，使附近地區在其直接控制之下。

### 軍事因素
超凡的軍事能力，相對無懈可擊、有能力阻止或有能力造成巨大破壞，並且擁有鎮壓及影响全球的统一軍事力量。

### 政治与意识形态因素
拥有一个强大的政治制度，能够动用大量资源去实现全球政治目标，或带来强大意识形态之影响。

## 今日的超级大国

### 美國
美國是當今唯一被公認擁有作為超級大國的條件的國家。因此，美國也被稱為超級強國。
地理因素
- 美國是世上以領土面積計為第三或四大的國家，僅次於俄羅斯及加拿大，與中國並列第三或四。
- 美国国土（包括阿拉斯加和夏威夷两个飞地州）跨越寒、温、热三带，气候资源丰富；而且绝大部分处于适宜人类生存的温带，是世界上可耕地面积最大的国家之一。阿拉斯加州亦為美國帶來巨大地理優勢，令美國擁有北極圈國家的地位，享有北極圈內豐富的石油和礦物資源，以及航運自由。
- 美国地缘政治环境在当今大国中最为有利：美国本土擁有通往大西洋和太平洋的兩條海岸線，海洋亦阻擋來自歐亞強國的入侵，反而方便自身得以透過海洋將軍事力量投射至海外其他地區，其他國家難以同時阻擋或控制美國本土通往兩大洋的海道；综合国力与其接壤的两个邻国——加拿大及墨西哥以及其他西半球国家相比拥有绝对优势，国家周边环境较中、俄等传统陆权大国简单及可控。阿拉斯加州的地利令美國有能力部署接近歐亞的軍事設施。

人口因素
- 美國是世上人口第三多的國家，也是全球人口最多的发达国家，擁有三億多人口。[23]；而且是人口结构最为合理的发达国家，但人口密度仍算較低，不會因此產生壓力。
- 根據聯合國的數據，它擁有頗高的人類發展指數。[24]

政治因素
- 它支付聯合國百分之二十二的經費，也是安理會常任理事國，對議案有否決權。
- 它在世界事務上得到其他國家的支持，並因地理和政治因素與他國形成同盟，如英國、歐盟、以色列、日本、韓國、澳大利亞等國。

財經因素
- 美國是世上最大的經濟體，其經濟長期保持中等至高等的增長率；
- 擁有優質、發展良好的基础建设；
- 吸引眾多跨國公司與金融機構在國內設立總部；
- 在眾多行業佔領先位置，如新材料、電子與電信、資訊科技、航空與航太、能源、納米科技、生物科技、醫學、計算生物學、化學工程與軟件；
- 擁有全球最大的資本市場；
- 擁有發達的農業與消費市場，對石油進口的依賴也大幅下降；
- 對國際貨幣基金和世界銀行等國際金融機構有巨大影響力。而且，美元是世上最有影響力的儲備貨幣和可兌換貨幣。

軍事因素

1945至年美國和蘇聯/俄羅斯的核武儲備

- 美國軍費為全球第一，是第二至第十五名國家軍費的總和。美國擁有世上最先進的軍事科技與軍備之一，並在世界多國設有常駐軍，隨時可以到任何地方執行任務。

太空科技
- 美國一直在研究與發展太空科技，是少數成功發射月球探測器的國家，也是建立國際太空站的主要國家之一。

文化因素
- 美國文化對世界有重大影響，尤其在英語國家。這就是美國的軟性國力。

### 其他潜在超级大国
- 目前被广泛视为潜在超级大国的国家和地區：中華人民共和國、歐盟、俄羅斯、印度。

## 昔日的超级大国

### 蒙古帝國
蒙古帝国为人类冷兵器时代征伐範圍最廣的国家，其战争范围遍布四分之三的欧亚大陆，鼎盛时期，蒙古拥有2400多万平方公里的领土，然而其长年的争战以及分封让蒙古帝国迅速衰败，导致蒙古帝国开始崩解，進而在1368年起大幅衰弱，遭當時初建國的明朝以軍事力量趕出中原地區，進入北元時期。

### 西班牙帝国
西班牙帝国被称之为既英国之前的日不落帝国，为人类历史上第一个全球帝国，16世纪时，其殖民地遍佈非洲、美洲和菲律宾，17世紀中期，随着西班牙在三十年戰爭及法西戰爭以失敗告終，其國勢漸頹，歐洲霸主地位被法國取代，加上没有跟上工业化成为工业帝国，因而一蹶不振，直到1898年，在美国对西班牙海外领土的侵略下，西班牙帝国彻底覆灭。

### 法蘭西帝國
法蘭西王國和法蘭西第一帝國是兩個不同時期的超級霸權，1680年代的法蘭西王國，擁有當時歐洲最強大的陸軍與海軍，後在18世紀初的西班牙王位繼承戰爭中衰落，不再握有一挑多強的實力。法蘭西第一帝國在拿破崙戰爭中的第三次反法同盟後，成為當時歐洲的掌控者，但在俄法戰爭失利後，帝國迅速崩解。

### 大英帝國
大英帝国也被称为日不落帝国，可以说是殖民帝国当仁不让的第一，是史上面积最大的殖民帝国，能在全球投射其政治、經濟力量。但在二战之后，由于本土產业被德国破坏、經濟損失嚴重，加上殖民地相繼獨立，失去廣闊的疆域及海外市場，而淡出了超級大國的行列。

### 蘇維埃社會主義共和國聯盟
蘇聯憑藉土地、人口等資源的龐大體量以及雄厚的軍事實力，躋身為美國之後的世界上又一個超級大國。西元1991年因各種政治及经济事件而解體滅亡，其殘餘實力和國際地位主要由俄羅斯聯邦繼承。